# Fuchsia (hệ điều hành)
Fuchsia là một hệ điều hành thời gian thực (RTOS) dựa trên năng lực hiện đang được phát triển bởi Google. Nó được phát hiện lần đầu trong một đoạn mã bí ẩn được đăng tải trên GitHub vào tháng 8 năm 2016, không kèm theo bất cứ thông báo chính thức nào. Trái ngược với các hệ điều hành do Google phát triển trước đó như Chrome OS và Android dựa trên hạt nhân Linux, Fuchsia dựa trên một vi hạt nhân mới có tên là "Zircon", có nguồn gốc từ "Little Kernel", một hệ điều hành nhỏ dành cho các hệ thống nhúng. Giới truyền thông để ý đoạn mã được đăng lên GitHub có thể cho thấy khả năng chạy trên nhiều thiết bị của Fuchsia, từ các hệ thống nhúng tới các điện thoại thông minh, máy tính bảng và máy tính cá nhân. Vào tháng 5 năm 2017, Fuchsia được cập nhật bổ sung một giao diện người dùng, đi kèm với lời nhận xét của một nhân viên phát triển rằng dự án này không phải là "lấp đầy đất lên một xác chết", khiến giới truyền thống suy đoán về ý định của Google với hệ điều hành này, bao gồm cả khả năng thay thế cả Android.
Fuchsia được phân phối dưới dạng phần mềm tự do nguồn mở dưới nhiều giấy phép phần mềm khác nhau, bao gồm BSD 3 điều khoản, MIT, và Apache 2.0.

## Lịch sử
Vào tháng 8 năm 2016, truyền thông đưa tin về một đoạn mã bí ẩn được đăng tải trên GitHub, hé lộ về hệ điều hành mới mà Google đang phát triển có tên là "Fuchsia". Dù không có thông báo chính thức nào, đoạn mã cho thấy hệ điều hành này có thể có khả năng chạy trên nhiều thiết bị khác nhau, bao gồm "các hệ thống thông tin giải trí cho xe hơi, tới các thiết bị nhúng như đèn giao thông và đồng hồ số, lên tới tận điện thoại thông minh, máy tính bảng và PC". Đoạn mã khác với Android và Chrome OS ở chỗ nó dựa trên hạt nhân "Zircon (trước kia là "Magenta") chứ không phải hạt nhân Linux.
Vào tháng 5 năm 2017, Ars Technica viết về giao diện người dùng mới của Fuchsia, thay thế giao diện dòng lệnh cũ hồi mới được phát hiện tháng 8, cùng với một đoạn nhận xét của một nhân viên phát triển rằng Fuchsia "không phải là đồ chơi, không phải là một dự án 20%, và cũng phải là để lấp đầy đất lên một cái xác chết mà chúng tôi không còn quan tâm nữa". Nhiều hãng tin viết rằng dự án này có thể có quan hệ chặt chẽ với Android, và một số suy đoán rằng Fuchsia có thể là một nỗ lực nhằm "làm lại" hoặc thay thế Android nhằm sửa chữa những vấn đề trên nền tảng này.

## Tính năng
Giao diện người dùng và các ứng dụng của Fuchsia được viết bằng "Flutter", một bộ phát triển phần mềm cho phép khả năng phát triển đa nền tảng với Fuchsia, Android và iOS. Flutter tạo ra các ứng dụng dựa trên Dart, chạy được với hiệu năng cao và có thể chạy với tốc độ khung hình 120 khung hình trên giây. Flutter cũng đem tới một máy vẽ đồ họa dựa trên Vulkan có tên là "Escher", với hỗ trợ cụ thể cho "Bóng đổ nhẹ dựa trên thể tích", một thành phần mà Ars Technica viết rằng "có thể được xây dựng tùy chỉnh cho giao diện có rất nhiều bóng đổ "Material Design" của Google".
Do Flutter đem tới khả năng đa nền tảng, người dùng có thể cài đặt các phần của Fuchsia trên các thiết bị Android. Ars Technica nói rằng, dù người dùng có thể thử Fuchsia thì cũng không có gì "hoạt động" cả, nói thêm là "tất cả chỉ là một đống giao diện giữ chỗ và không làm được gì cả", đồng thời tìm thấy nhiều điểm tương đồng giữa giao diện của Fuchsia và Android, bao gồm một màn hình Ứng dụng gần đây, một menu Cài đặt, và chế độ chia màn hình để xem nhiều ứng dụng cùng một lúc.